# M'Lili
M'Lili est une commune de la wilaya de Biskra en Algérie.